# Alwin Nikolais
Alwin Nikolais (* 25. November 1910 in Southington, Connecticut; † 8. Mai 1993 in Paris) war ein US-amerikanischer Tänzer und Choreograf.

## Leben

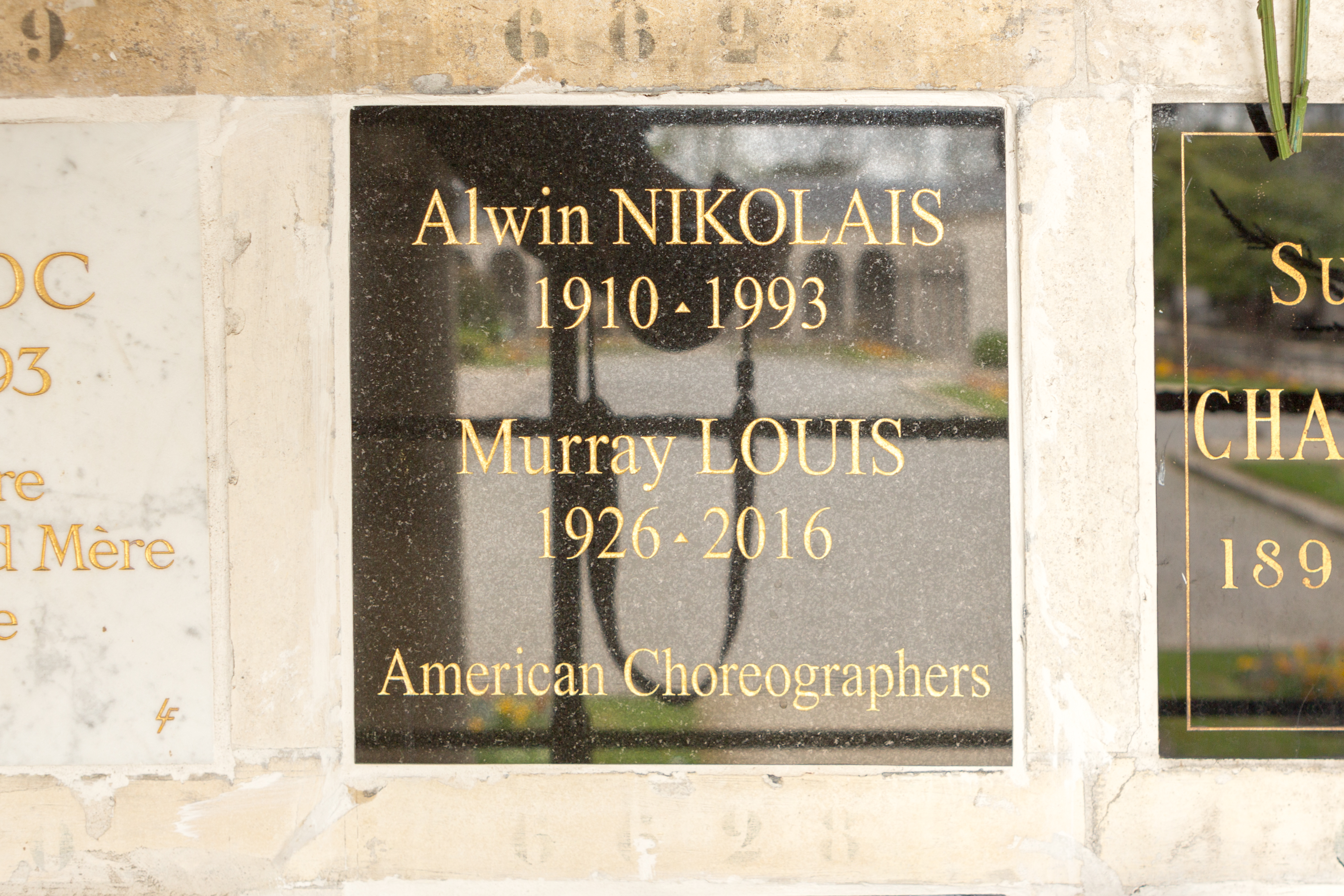
Grabstein von Alwin Nikolaus auf dem Friedhof Père-Lachaise

Alwin Nikolais war von russisch-deutscher Herkunft. Er studierte modernen Tanz bei verschiedenen Lehrern, darunter Mary Wigman, deren Assistent er später wurde. Im Jahre 1948 wurde Nikolais Leiter der Henry Street Playhouse in New York und 1951 gründete er das Nikolais Dance Theatre. Später nahm er verschiedene Engagements an, darunter am Théâtre des Champs-Élysées, der Opéra National de Paris und an der Wiener Staatsoper. Von 1978 bis 1981 leitete er das Centre national de danse contemporaine d’Angers und bildete eine ganze Generation von Choreographen aus, darunter Alain Buffard und Philippe Decouflé. Alwin Nikolais starb am 8. Mai 1993 in Paris an den Folgen eines Herzinfarkts und wurde auf dem Friedhof Père-Lachaise bestattet.

## Auszeichnungen
- Grande Medaille de Vermeille de la Ville de Paris
- Andrew W. Mellon Foundation
- Guggenheim-Stipendium
- 1987 National Medal of Arts
- 1987 Kennedy-Preis